# Фридрих II фон Аре
Фридрих II фон Аре (на немски: Friedrich II von Are; † 1168) е от 1152 до 1168 г. епископ на Мюнстер.

## Биография
Фамилията му е роднина с графовете на Лимбург. Син е на граф Дитрих I фон Аре (Теодорикус фон Ар, * ок. 1105). Брат е на Лотар († 1140), Улрих († 1197), Герхард († 1169), пробост в Бон и на Ото († 1162). Чичо е на Дитрих II фон Аре († 1212), епископ на Утрехт (1197 – 1212).
От 1142 до 1151 г. той служи в катедралата на Мюнстер. През 1152 г. е избран за епископ на Мюнстер. С император Фридрих I Барбароса е в добри отношения и той посесещава Мюнстер през 1156 г. Императорът избира обаче за свой канцлер Райналд фон Дасел. Фридрих II фон Аре остава верен на императора и участва в неговия поход в Италия. През 1161 г. той е в императорската войска при обсадата на Милано. Той се свързва с Райналд фон Дасел.
Фридрих II е погребан в северната кула на катедралата в Мюнстер.